# Албано Мачаду (аэропорт)
Аэропорт Албано Мачаду — аэропорт к юго-востоку от Уамбо, столицы провинции Уамбо, Ангола. Ранее назывался аэропортом Новый Лиссабон (по названию города в колониальные времена). Аэропорт был также штабом центрального и южного фронта Анголы в защите воздушного пространства ангольской нации во время гражданской войны и одним из стратегических пунктов Анголы в обучении военных пилотов.
Название «Албано Мачаду» аэропорту было дано после обретения независимости Анголой в честь одного из самых известных интеллектуалов и бывших партизан в борьбе за независимость и гражданской войне в Уамбо.

## Авиакомпании и направления
В июле и августе 1975 года аэропорт соединял между собой Анголу и Лиссабон, пока в Анголе бушевала гражданская война. Несколько авиакомпаний выполняли специальные рейсы в город: Swissair (Douglas DC-10), Transinternational Airlines (Douglas DC-8), TAP Portugal (Boeing 707, Boeing 747), Perfect Tours (Boeing 707) и Overseas National Airways (DC-8).

## Происшествия и аварии
- 3 сентября 1970 года Douglas DC-3 G-AVPW из Hunting Surveys был существенно поврежден, когда он подвергся наземному обстрелу при взлете. В аэропорту Луанды была совершена успешная аварийная посадка. Самолет был отремонтирован и возвращен в строй[7].
- 14 сентября 2011 года 17 человек, в том числе 11 военнослужащих, погибли в результате крушения EMB-120 ВВС Анголы вскоре после взлета из аэропорта Албано Мачаду. Самолет направлялся в аэропорт Луанды.